# Weirgor
Weirgor – miasto w Stanach Zjednoczonych, w stanie Wisconsin, w hrabstwie Sawyer.